# Sigge Häggberg
Karl Reinhold Sigfrid (Sigge) Häggberg, född 17 september 1887 i Kärnbo församling i Södermanlands län, död 1 mars 1963 i Warszawa i Polen, var en svensk ingenjör och affärsman, känd som en av Warszawasvenskarna.
Sigge Häggberg var född i Kärnbo, Södermanland, men kom tidigt till Mariefred med sina föräldrar, telefonreparatören Karl August Häggberg och Augusta Ulrika Bäckstedt. Han tog examen som civilingenjör och flyttade 1922 från Långbro gård, Brännkyrka, Stockholm, till Polen. Han var under andra världskriget chef för L M Ericssons två polska dotterbolag, telefoniföretaget Polska Akcyjna Społka Telefoniczna och industriföretaget Ericsson Polska Akcyjna Społka Elektryczna i Radom. Han var också en av de svenska kurirer i Polen som smugglade ut dokument åt den polska motståndsrörelsen.
Han arresterades i Warszawa den 22 juli 1942 misstänkt för spioneri, sedan tyska Gestapo hade fått upp spåret på Warszawasvenskarna. Han dömdes till döden i juli 1943 i Berlin, men benådades efter en vädjan av kung Gustav V hos Adolf Hitler, kontakter via  Heinrich Himmlers massör Felix Kersten samt som bytesvara i handelsförhandlingar om svenska kullagerleveranser.
Häggberg var ledamot i Svenska Teknologföreningen.
Sigge Häggberg var gift med Lilly Katarina Josefina Eriksson (1892–1966). Han är begravd på Mariefreds kyrkogård, där han på gravstenen kallas "Sigge Häggberg".